# Wendenstöcke
Le Wendenstöcke est un sommet des Alpes uranaises, en Suisse. Il culmine à 3 041 m d'altitude.

## Géographie
Le Wendenstöcke se situe dans le sud-est du canton de Berne. Il fait partie d'un petit massif globalement axé de l'est vers l'ouest, sur le nord du col du Susten. La Gadmerwasser coule sur le versant méridional de la montagne.